# The Robe

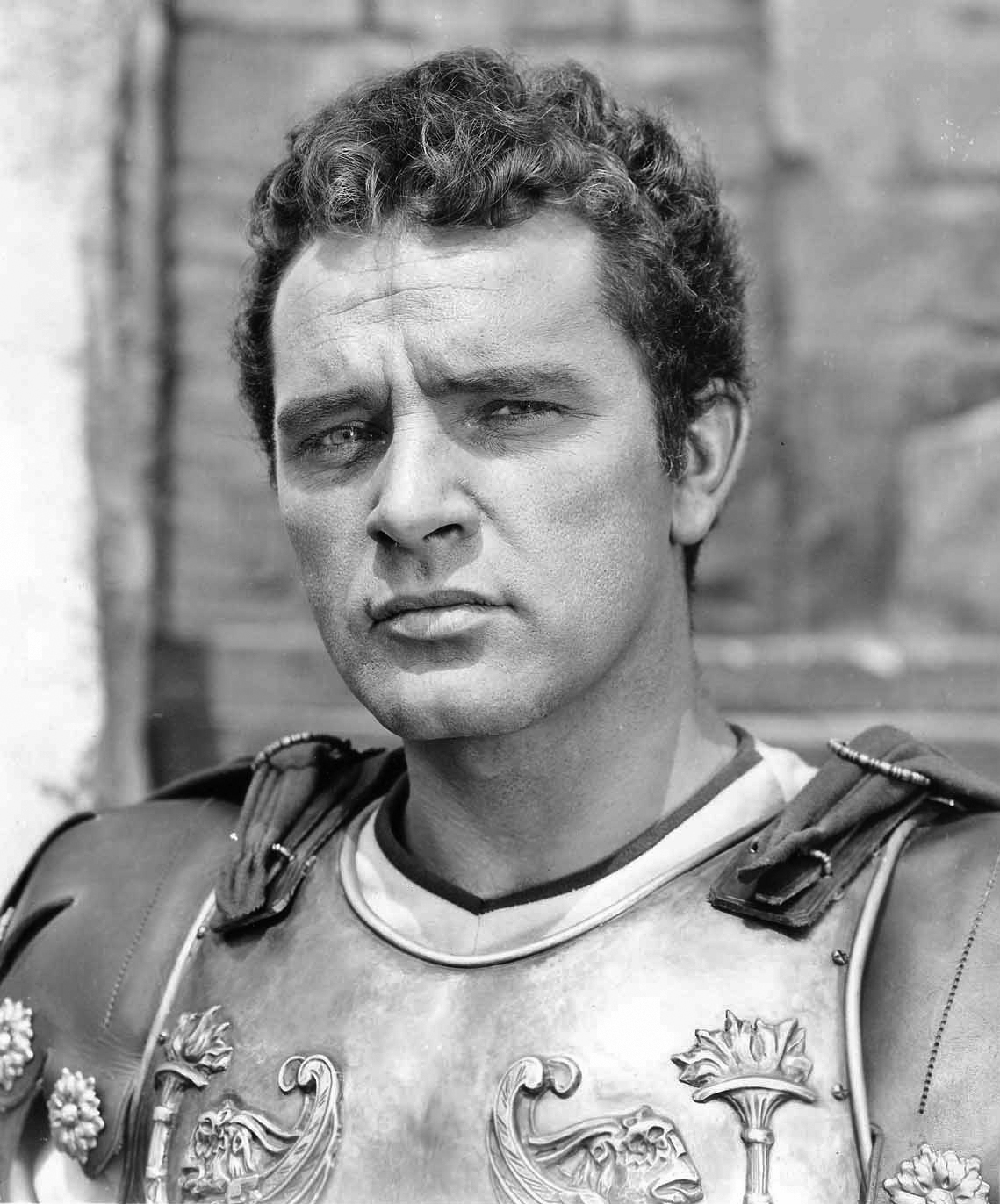
Richard Burton in The Robe

The Robe is een Amerikaanse film uit 1953 van Henry Koster, met in de hoofdrollen Richard Burton en Jean Simmons.
The Robe was gebaseerd op de gelijknamige roman van Lloyd C. Douglas en gaat over een Romeinse tribuun die aan het hoofd staat van het Romeinse detachement bij de kruisiging van Christus.
De film was zeer succesvol in de bioscopen en kreeg een Golden Globe in de categorie Beste Film. Het was de eerste film die werd opgenomen in CinemaScope.

## Verhaal
Anno 32 na Chr. In Rome ziet de zoon van senator Gallio, Marcellus, zijn jeugdvriendinnetje Diana weer terug. Hij is nog altijd verliefd op haar, maar het meisje staat onder voogdij van keizer Tiberius. Ze zal worden uitgehuwelijkt aan Tiberius' achterneef en troonopvolger Caligula. Caligula heeft een hekel aan Marcellus, zeker als de laatste tegen hem opbiedt om de slaaf Demetrius vrij te kopen. Als Diana zegt dat ze van Marcellus houdt, zorgt Caligula ervoor dat Marcellus een militaire post krijgt in Jeruzalem in Palestina. De dankbare Demetrius reist met hem mee. Eenmaal in Jeruzalem wordt Marcellus door Pontius Pilatus aangesteld om een zekere Christus te kruisigen. Tijdens de kruisiging dobbelen de Romeinse soldaten om de schaarse bezittingen van Jezus. Marcellus wint de mantel van Christus. Op de terugweg naar Jeruzalem worden Marcellus en Demetrius overvallen door een regenstorm. Als Marcellus de mantel omslaat krijgt hij een attaque. Demetrius, die in het geheim een aanhanger is van Christus, vervloekt hem en vlucht. Marcellus krijgt te horen dat hij terug moet naar Rome. Tijdens zijn reis krijgt hij nachtmerries van de kruisiging. Elke aanwijzing die hem terugbrengt naar de Calvarieberg doet hem uitschreeuwen: "Was het U, daar?". Keizer Tiberius denkt dat Marcellus gek is geworden en wil hem genezen. Hij geeft Marcellus opdracht om de mantel terug te vinden en te vernietigen. Ook moet hij een lijst samenstellen met Jezus' aanhangers. Marcellus reist naar Palestina en in de buurt van Kana koopt hij tegen enorme prijzen alle stukken stof op in de hoop de mantel van Jezus te achterhalen. Hij krijgt een aanwijzing dat een zekere Petrus, een aanhanger van Christus, meer weet. Als hij Petrus vindt, blijkt ook Demitrius in diens gezelschap te zijn. Marcellus eist dat Demetrius vertelt waar de mantel is. Demetrius toont de mantel, maar Marcellus wil het doek niet aanraken. Hij vraagt Demetrius de mantel te vernietigen maar die weigert. Als Marcellus zijn zwaard trekt om het textiel te vernielen, valt de mantel over hem heen. De pijn verdwijnt en Marcellus voelt de aanwezigheid van Christus. Hij laat zich bekeren. Net op dat moment wordt hij overvallen door een Romeins detachement onder leiding van Paulus. Marcellus bevecht Paulus en wint. Petrus stelt nu Marcellus en Demetrius aan als missionarissen. Tijdens hun missie komen ze in Rome waar nu Caligula aan de macht is. De christenen worden vervolgd en Demitrius wordt opgepakt en gemarteld. Diana herkent hem en weet met behulp van een christen geworden slaaf contact te leggen met Marcellus. Als Marcellus hoort van het lot van Demetrius bevrijdt hij hem. Maar voor ze kunnen vluchten worden ze betrapt en Marcellus geeft zich over, zodat Demetrius kan ontsnappen.. Marcellus wordt ter dood veroordeeld omdat hij weigert Christus te verloochenen. Diana vervloekt daarop Caligula en kiest ervoor samen met Marcellus te sterven.

## Rolverdeling
| Acteur           | Personage                                      |
| ---------------- | ---------------------------------------------- |
| Richard Burton   | Marcellus Gallio                               |
| Jean Simmons     | Diana                                          |
| Victor Mature    | Demetrius                                      |
| Michael Rennie   | Petrus                                         |
| Dean Jagger      | Justus                                         |
| Jay Robinson     | Caligula                                       |
| Richard Boone    | Pontius Pilatus                                |
| Torin Thatcher   | Senator Gallio                                 |
| Betta St. John   | Miriam                                         |
| Jeff Morrow      | Centurio Paulus                                |
| Ernest Thesiger  | Keizer Tiberius                                |
| Dawn Addams      | Junia ("Livia")                                |
| Michael Ansara   | Judas Iskariot (onvermeld)                     |
| Jay Novello      | Tiro (onvermeld)                               |
| Guy Prescott     | Tribuun Quintus (onvermeld)                    |
| Hayden Rorke     | Calvus (onvermeld)                             |
| David Leonard    | Marcipor (onvermeld)                           |
| Sally Corner     | Cornelia Gallio, Marcellus' moeder (onvermeld) |
| Pamela Robinson  | Lucia Gallio, Marcellus' zus (onvermeld)       |
| Donald C. Klune  | Jezus (onvermeld)                              |
| Cameron Mitchell | Stem van Jezus (onvermeld)                     |
| Rosalind Ivan    | Keizerin Julia (onvermeld)                     |
| Anthony Eustrel  | Sarpedon (onvermeld)                           |
| Francis Pierlot  | Dodinius (onvermeld)                           |

## Achtergrond

### Scenario
Lloyd C. Douglas schreef de roman The Robe in 1942. De inspiratie voor het boek kreeg Douglas toen hij een brief kreeg van een van zijn fans, Hazel McCann. McCann vroeg zich in de brief af wat er gebeurd was met de kleding van Christus na de kruisiging. Douglas' boek wijkt nogal af van de film. In het boek wint Marcellus de mantel van Christus met dobbelen en geeft het in handen van Demetrius. Tijdens een banket, gegeven door Pontius Pilatus, vraagt een dronken centurion aan Marcellus om de mantel van Christus aan te doen. Marcellus raakt nu onder de invloed van Christus en gaat op een spirituele reis naar de plaatsen die Jezus ooit heeft bezocht. Dit verhaal was te niet sterk genoeg voor Hollywood en de scenaristen gaven hun eigen draai aan het verhaal.

### Productie
De verfilming van de Robe was al aangekondigd in 1943 door RKO. Mervyn LeRoy was al aangetrokken als regisseur, maar uiteindelijk werden de rechten verkocht aan Twentieth Century Fox.

### Acteurs
De rol van Marcellus was aanvankelijk bestemd voor Tyrone Power, maar Power had net een rol geaccepteerd  in "John Brown's Body" op Broadway en weigerde. Richard Burton verving hem, maar die kreeg al snel spijt van zijn keuze. Hij was verbaasd een Oscarnominatie te krijgen voor de vertolking van zijn rol, die door de kritiek was neergesabeld als het 'acteerwerk van een houten klaas'. Burton had zo'n hekel aan de rol, dat de producenten overwogen om hem te vervangen door Laurence Olivier en het personage ouder te maken, Voor de rol van Demetrius was aanvankelijk Burt Lancaster gecast, maar die zag ervan af.
Voor de betrekkelijk kleine rol van Jezus koos regisseur Henry Koster zijn tweede assistent-regisseur Donald C. Klune, die vervolgens in kostuum ook zijn werk als assistent-regisseur moest doen.

## Historische onnauwkeurigheden
- Keizer Tiberius stond niet bekend als iemand die medelijden had met zijn medemensen. Hij staat bekend als een wreed man, die zijn dronkenschap en seksuele perversies kon uitleven op het eiland Capri. In de film komt ook zijn vrouw Julia voor, maar zij was in werkelijkheid al jaren dood.
- Het christendom was nauwelijks bekend in Rome ten tijde van Tiberius en Caligula. Pas tijdens de regering van keizer Nero (54-68), jaren later, werden christenen vervolgd.
- In de film wordt gezegd dat Jeruzalem in Palestina ligt, maar in het jaar 30 lag Jeruzalem in de provincie Judea. Pas in 135 werd Judea hernoemd tot Palestina
- De catacomben die worden genoemd als schuilplaats voor de christenen werden pas tientallen jaren later gegraven.

## Prijzen
De film kreeg Oscar voor Beste Decors, Kleur, en Kostuums. Bij de uitreiking van de Golden Globes kreeg de film een Golden Globe voor Beste film.

## Vervolg
In 1954 kwam een vervolg uit onder de titel Demetrius and the Gladiators met Victor Mature in de titelrol.